# Charel Cambré
Charel Cambré (1968) is een Vlaams illustrator en animatiefilmer. Hij werkt bij Studio Vandersteen, de stripstudio die verantwoordelijk is voor onder meer Suske en Wiske.

## Biografie

### Jeugd
Cambré bracht zijn jeugd door in Herenthout waar zijn ouders een café hadden. Hier traden eind jaren 70, begin jaren 80 van de twintigste eeuw beginnende groepen als U2, Madness en Dire Straits op. Cambré tekende er op bierviltjes.

### Carrière
Cambré volgde drie jaar de opleiding Kunsthumaniora in Lier en studeerde hierna nog vier jaar - samen met Rudy Trouvé, later gitarist bij dEUS - in Gent aan de Koninklijke Academie voor Schone Kunsten waar hij de richting animatiefilm volgde. Hij werkt mee aan een heleboel gekende en minder gekende tv-animatieseries en enkele langspeelfilms. Zijn grote liefde ligt echter bij de strip en tussen zijn tekenfilmwerk door, werkt hij aan de stripreeks Streetkids, en daarna aan een van de twee Pfaffs-albums. Hij komt in het vizier van Studio 100 en maakt voor hen de strips van Spring en Mega Mindy. Hij werkt ook aan zijn eigen stripreeks Jump, waarvan bij Standaard Uitgeverij zestien delen zijn verschenen. 
Hij volgde eind 2023 Merho op als tekenaar van De Kiekeboes, met Nix als nieuwe scenarist. Hun eerste album verschijnt op 14 februari 2024.

### Amoras
Sinds 2013 is Charel nauw verbonden met Suske en Wiske als tekenaar van Amoras. Voor deel 5 van deze reeks Wiske ontving hij in 2015 samen met scenarist Marc Legendre de Willy Vandersteenprijs. 
Verder bedacht hij in 2020 voor De perfecte podcast een reeks van tien hoorspelafleveringen, waarin Krimson het woord richt tot de luisteraar. Marc Legendre schreef de monoloog, acteur Ivan Pecnik sprak de stem van Krimson in.

### Stripreeksen
- Filip & Mathilde (2008-...) (voordien Albert en Co en Filip van België), scenario en tekeningen
- Pinanti United (stripreeks) (2015-...), scenario en tekeningen
- De Kronieken van Amoras (2017-...), tekeningen
- Heden Verse Vis (2022-...)[4]
- De Kiekeboes (2024-...)

#### Afgelopen reeksen
- Streetkids, bijlage Suske en Wiske Weekblad (1993-2003), scenario
- De Pfaffs (2003-2004), tekeningen, twee albums
- Spring (2004-2007), tekeningen, zes albums
- P@PeR (2005), medewerking
- Defensie Stript (2005), tekeningen
- Mega Mindy (2007-2009), scenario en tekeningen, zes albums
- Jump (2007-2015), scenario en tekeningen, negentien albums
- Kroepie en Boelie Boemboem (2008), medewerking
- Brussel in beeldekes (2009), medewerking
- De nieuwe avonturen van K3 (2009-2010), tekeningen, twee albums
- Amoras (2013,2015), tekeningen, zes albums
- Robbedoes special (2017-2018), tekeningen, drie albums

### Overige werken
- Muurschildering in het stationsbuffet van Turnhout (1998)[5]
- Cambré werkte mee aan verschillende buitenlandse tekenfilms en hij tekende cartoons voor diverse tijdschriften.
- Hij ontwierp het stripfiguurtje, dat gebruikt werd voor kaartjes en het logo, van de tienerzangeres Tonya.
- Toen begin 2005 bij Studio Vandersteen een nieuw teken- en scenarioteam moest worden gevormd, nadat Marc Verhaegen was ontslagen als tekenaar van Suske en Wiske, kwam Cambré het tekenteam versterken. Hij tekent er kortverhalen.
- Ter gelegenheid van 70 jaar Suske en Wiske tekende hij het stripverhaal De Spitse Bergen geschreven door Tom Waes.
- Suske en Wiske-hommage door Charel Cambré en Luc Cromheecke  Vincent van Grroaâargh in 2024 [6]

## Tentoonstellingen
- 2021 - Overzichtsexpo In het hoofd van Charel Cambré in het stripmuseum in Brussel. 26/06 - 15/11[7]
- 2024 - Officiële voorstelling van het Suske en Wiske-hommagealbum Vincent Van Grroaâargh met kleine expositie in Van Goghhuis in Zundert[8]

## Bekroningen
- Rookie van 2008, Stripfestival van Middelkerke[9]
- Stripprijs van Fnac, beste album van 2014 (vierde album Lambik in de stripreeks Amoras)
- Gouden Potlood 2014. Stripprijs van België
- Willy Vandersteenprijs 2015 voor Amoras
- Themaprijs "Humor in de strip" Stripfestival in Knokke-Heist[10]
- LangZullenWeLezen-trofee in de categorie "Strips in graphic novels" voor het album De zaak Krimson #3.[11]
- Bronzen Adhemar 2020 voor zijn oeuvre.[12][13]

## Trivia
- Charel Cambré is de broer van Herman Cambré, drummer bij onder andere Clouseau en Natalia.

- Bibliothèque nationale de France: cb167826438 (data)
- Gemeinsame Normdatei: 1166973336
- International Standard Name Identifier: 0000 0003 6884 7382
- Library of Congress Control Number: no2019097504
- Nederlandse Thesaurus van Auteursnamen: 220372616
- RKD-Nederlands Instituut voor Kunstgeschiedenis: 278169
- Virtual International Authority File: 286926602
- WorldCat: E39PBJgCQJdj3fQKQpPVhHrTHC